# Джардин, Уильям (бизнесмен)
Уильям Джардин (англ. William Jardine; 24 февраля 1784, Дамфрисшир, Шотландия — 27 февраля 1843, Лондон) — шотландский хирург и предприниматель. Вместе с Джеймсом Мэтисоном основал компанию «Jardine, Matheson & Co» (1832). В 1841–43 годах — член британской палаты общин от партии вигов.

## Биография
Уильям Джардин родился 24 февраля 1784 года на небольшой ферме в окрестностях деревни Локмабен, которая находится в нескольких милях от Локерби, графство Дамфрисшир (сейчас — округ Дамфрис-энд-Галловей). В 1800 году с помощью старшего брата (их отец умер, когда Уильяму было 9 лет) Джардин поступил в Медицинскую школу Эдинбургского университета, закончил её 2 марта 1802 года и получил диплом Королевской коллегии хирургов Эдинбурга. 30 марта он отплыл в Китай на корабле Ост-Индской компании «Брансуик» в качестве помощника хирурга.
Во второе плавание Джардин отправился уже как корабельный хирург. У побережья Цейлона «Брансуик» был захвачен французами (Британия и Франция находились в состоянии войны), и Джардин оказался в тюрьме на мысе Доброй Надежды. Всего он предпринял 6 путешествий на Дальний Восток, будучи на службе компании, пока не уволился в 1817 году.
За 15 лет работы в Ост-Индской компании Джардин, пользуясь правом «привилегированного тоннажа», заработал состояние на импорте китайского чая и шёлка. Кроме того, он обзавёлся полезными знакомствами; одним из его друзей стал Джамсетджи Джиджибой, торговец из парсов, с которым Джардин сидел в голландской тюрьме в Южной Африке. Всё это позволило ему открыть собственное дело: Джардин организовал партнёрство с Томасом Уидингом (другим бывшим служащим компании) и парсом Фрамджи Ковасджи и занялся торговыми перевозками между Индией и Китаем. В Бомбее Джардин возобновил сотрудничество с Джиджибоем, а также познакомился с ещё одним шотландцем — Джеймсом Мэтисоном.

### «Jardine, Matheson & Co»

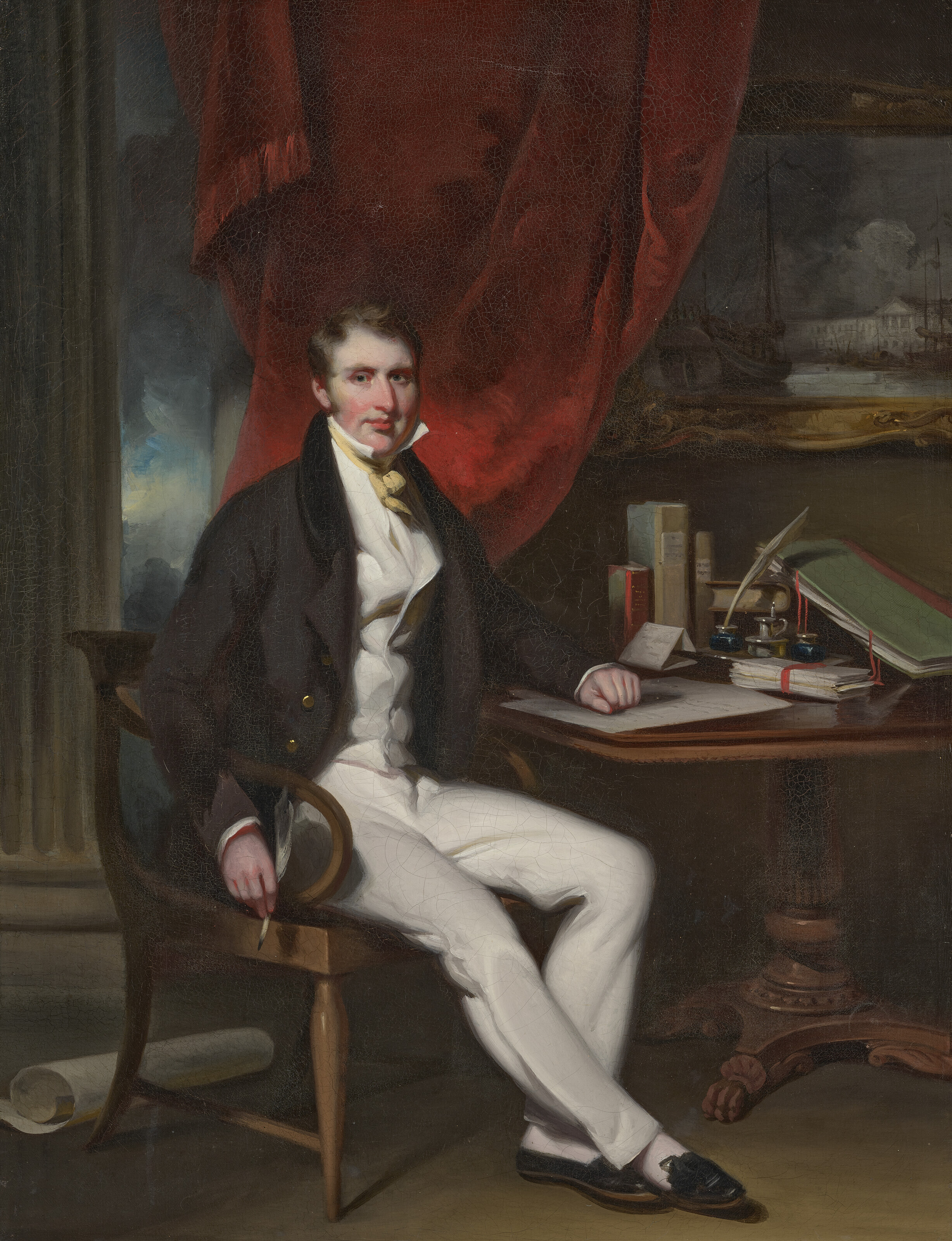
Уильям Джардин

В 1824 году Джардин стал партнёром в компании «Magniac & Co», владельцем которой являлся Холлингворт Мэниак, известный торговец французского происхождения (из гугенотов, эмигрировавших в Англию). В 1828 году к ним присоединился и Мэтисон, возглавлявший фирму «Yrissari & Co», где до смерти Хавьера Ириссари (1826) он был совладельцем. К тому времени оба шотландца имели репутацию самых талантливых коммерсантов в Кантоне, где велась вся торговля с Китаем. 1 июля 1832 года Джардин и Мэтисон основали компанию «Jardine, Matheson & Co». Партнёрами, помимо них, стали Холлингворт Мэниак, Александр Мэтисон, племянник Джеймса, племянник Джардина Эндрю Джонстоун и т. д.
Торговые операции «Jardine, Matheson & Co» включали импорт китайского шёлка и чая, экспорт хлопка из Индии в Китай, а также контрабанду опиума по тому же маршруту. К 1841 году компания имела флот из 19 клиперов. Сам Джардин обосновался в Кантоне, став одним из наиболее влиятельных местных торговцев.
В 1830 году группа коммерсантов из Кантона во главе с Джардином и Мэтисоном подала петицию в британский парламент с призывом отменить монополию Ост-Индской компании на торговлю между Великобританией и Китаем. Палата общин удовлетворила их запрос: монополия была прекращена с апреля 1834 года. Предприниматели, контролировавшие торговлю опиумом (в том числе «Jardine, Matheson & Co»), взяли в свои руки прибыльный импорт китайского чая в Европу. В 1834 году в Британию было ввезено на 40% больше чая, чем за предыдущий год.

### Первая опиумная война
Другим препятствием для развития бизнеса «Jardine, Matheson & Co» и других компаний, работавших с Китаем, была т. н. Кантонская система торговли, серьёзно ограничивавшая её масштабы. Систему поддерживало китайское правительство, которое с давних пор взяло курс на изоляционизм страны. В 1834 году лорд Уильям Нэпир, управляющий британской торговлей в Китае, прибыл в Кантон и попытался наладить дипломатические отношения с императорским двором и смягчить условия Кантонской системы, однако его миссия закончилась провалом. Англичане и раньше предпринимали подобные попытки, но безрезультатно.
26 января 1839 года Уильям Джардин уехал из Кантона в Лондон. Годом раньше император Даогуан назначил Линь Цзэсюя чрезвычайным уполномоченным по расследованию опиумных дел в провинции Гуандун. Линь повёл энергичную борьбу с контрабандой опиума; он добился выдачи и уничтожения 20 000 ящиков опиума, блокировав всех иностранных торговцев на их факториях. Чарльз Эллиот, преемник лорда Нэпира, пообещал британским коммерсантам компенсировать убытки за счёт государства.
В Лондоне Джардин использовал этот инцидент для того, чтобы побудить британское правительство объявить войну Китаю. Он несколько раз встречался с министром иностранных дел лордом Пальмерстоном и изложил ему подробный план ведения войны (т. н. Jardine Paper), а также условия будущего мирного договора. Кроме того, Джардин организовал кампанию в прессе, используя памфлеты и газетные статьи, и сумел повлиять на общественное мнение.
В итоге началась первая опиумная война. Победу в ней в 1842 году одержали английский флот и экспедиционный корпус, отплывший из Индии. Нанкинский договор между двумя державами обязывал китайские власти возместить британцам ущерб за конфискованный опиум, передать Великобритании Гонконг, куда «Jardine, Matheson & Co» заранее перенесла свою штаб-квартиру, и предоставить для коммерческой деятельности иностранцев ещё четыре порта (Шанхай, Амой, Фучжоу и Нинбо). Произошло «открытие» Китая для мировой торговли.

### Последние годы
В 1841 году Уильям Джардин был избран депутатом палаты общин от Эшбертона, графство Девон. Он поселился в лондонском районе Белгрейвия неподалёку от Букингемского дворца и приобрёл усадьбу в Пертшире (Шотландия). Джардин скончался в Лондоне 27 февраля 1843 года, его похороны состоялись на семейном кладбище в Локмабене.

## Прозвища
В Кантоне Джардин получил прозвище «Железноголовая старая крыса» (англ. Iron-headed Old Rat) после того, как он спокойно перенёс сильный удар по голове в одном из местных клубов. Ещё одно — более почётное — прозвище Джардина — тайпэн (англ. Tai-pan), так называли неформального главу сообщества европейских бизнесменов в Китае (Кантоне или Гонконге). Джардин был первым тайпэном и передал этот «титул» Джеймсу Мэтисону в 1839 году вместе с руководством фирмой «Jardine, Matheson & Co».

## Наследие и образ в искусстве

Логотип Jardine Matheson

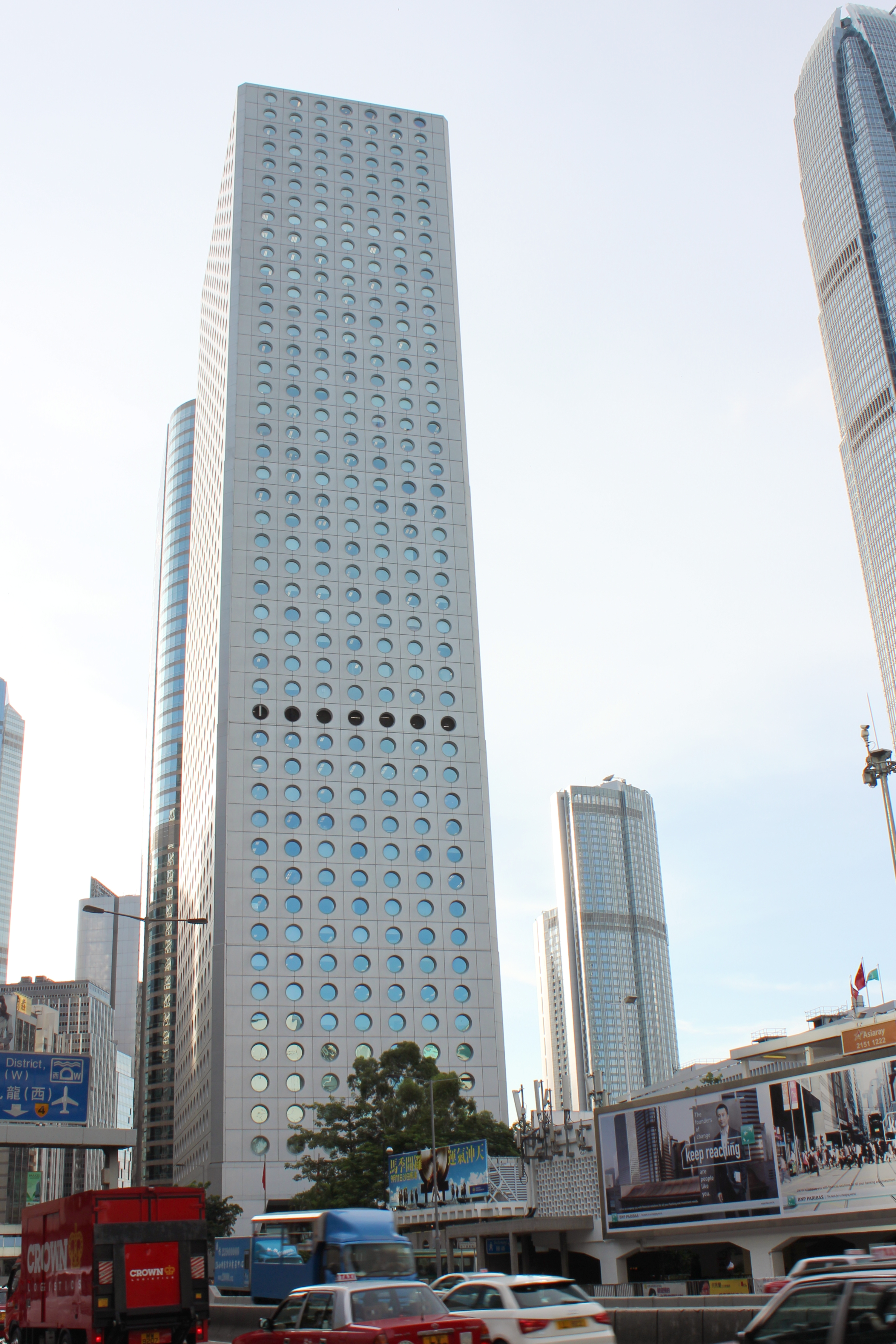
Джардин-хаус

«Jardine, Matheson & Co» существует до сих пор, она носит название «Jardine Matheson Holdings Limited» или просто «Jardine Matheson» и представляет собой один из крупнейших многопрофильных конгломератов из списков Fortune Global 500 и Forbes Global 2000. В 2021 году оборот «Jardine Matheson» составил $35,9 млрд, а прибыль — $1,88 млрд. В компаниях холдинга работало более 360 000 человек. Глава «Jardine Matheson» — Бен Кесвик, почётный председатель — сэр Генри Кесвик, они оба являются дальними родственниками Уильяма Джардина. Холдинг официально зарегистрирован на Бермудских островах, но фактически его руководящие структуры базируются в Гонконге, в небоскрёбе Джардин-хаус.
В историческом романе Джеймса Клавелла «Тай-Пэн» (1966) прототипами главного героя Дирка Струана и его брата Робба являются Уильям Джардин и Джеймс Мэтисон. Действие романа происходит в 1841 году в Южном Китае.

## Комментарии
1. ↑  Ост-Индская компания выделяла своим служащим определённую долю грузоподъёмности судна, которую можно было использовать для экспорта или импорта товаров и получения личного дохода. В начале XIX века помощник корабельного хирурга имел право вывезти или ввезти в Великобританию 2 тонны, а хирург — 3 тонны груза за одно плавание.
2. ↑  Родоначальником бизнес-династии Кесвик считается Уильям Кесвик[англ.] (1834–1912), британский политик и коммерсант. Его мать была племянницей Уильяма Джардина, дочерью его старшей сестры. Кесвик приехал в Гонконг и поступил на работу в «Jardine, Matheson & Co» в 1855 году, а в 1874–86 годах он был главой фирмы.
3. ↑  Помимо этого здания, в гонконгском районе Козуэй-Бей находятся улица Jardine's Bazaar, холм Jardine's Lookout и ещё несколько объектов, названных в честь Уильяма Джардина.